# MBA智库百科
MBA智库百科是一部基於Wiki技術的中文百科全書計劃，其目标是專注於經濟管理領域知識的創建。

## 概要
MBA智库百科创建于2006年，内容依照GNU自由文档许可证（GFDL）公开发行。其条目内容的浏览可以进行简体中文和繁体中文的切换；而条目的编辑需要成为注册用户后才可进行。此外，读者无需注册即可对条目内容发表评论。
MBA智库百科中的条目被许多其他经济相关网站和博客转载。